# 邓超
邓超（1979年2月8日—），男，江西南昌人，中國大陸演员、导演、歌手、主持人、投资出品人，中央戲劇學院畢業，憑曹保平電影《烈日灼心》獲金爵獎及金鸡奖最佳男主角。為前中国国家话剧院演員，前中国电视艺术家协会演员工作委员会副会长，橙子映像董事長。
邓超曾与多位导演合作过，如張藝謀、周星馳、陳可辛、曹保平、陳嘉上、徐克、馮小剛、管虎等導演。作品拿過春節檔、暑期檔、國慶檔、賀歲檔、年度華語片票房冠軍。累計第一主角電影票房約130億、參演票房約180億，影史紀錄位列內地演員第一位。主演華語片進年度票房前十達12部，9部第一主演電影過5億票房，為大陸男女演員近年影史最高紀錄。由其創辦的橙子映像製作投資電影票房超過120億元，晉身最具潛力出品方。由他主演的《美人鱼》為年度票房第一，聯合自導自演的《我和我的家乡》為年度票房第二，主演的《金剛川》為年度票房第三，主演的《中國合伙人》為年度票房第四，主演的《乘風破浪》為年度票房第五，主演華語片進年度票房前十達12部，為大陸男女演員近年影史最高紀錄。邓超也是台灣金馬獎常客，曾四年兩度提名金馬獎最佳男主角獎。

## 生平

### 早年生涯
1979年，邓超出生于江西省的一个重组的小康之家，父親是博物館書記，母親是工廠干部，父亲带大哥和二姐，母亲带大姐，两人结婚后有了邓超。1995年，邓超在江西艺术职业学院95级话剧班学习表演，接受三年话剧训练。1998年，邓超进入中央戏剧学院表演系本科班学习，接受四年表演训练。
2001年，邓超主演話劇《翠花上酸菜》票房火爆，因為版權問題認識了編劇俞白眉。
2002年，邓超主演电视剧《少年天子》成名。同年从中央戏剧学院毕业，成为中國国家话剧院演员。

### 步入演藝圈
2002年，邓超参演劉恆編劇的电视剧《少年天子》。2005年飾演军旅剧《幸福像花儿一样》中白楊一角，劇集并獲得飛天獎。2006年主演年代剧《甜蜜蜜》人氣逐步攀升，被電視台評為「四大小生」。2007年主演情感剧《艰难爱情》收视率创下江苏卫视收视冠軍的纪录。2008主演张纪中版金庸武侠剧 《倚天屠龙记》饰演张无忌一角。2011年主演电视剧《你是我兄弟》创下北京卫视收视冠軍的纪录，主演电视剧《延安爱情》劇集獲得飛天獎。2014年演出的电视剧《相爱十年》在湖南卫视播出平均收视率破1，是鄧超最后一部参演的电视剧。2018年邓超入選為"中國電視劇60年大系人物"。
2006年，邓超加入影壇主演电影《集结号》，票房為年度冠軍，其后获得了第29届大众电影百花奖最佳男配角，而且提名第27届中国电影金鸡奖最佳男配角奖。
2010年，邓超主演華誼電影《狄仁傑之通天帝國》，飾演的「白化神探」裴東來提名第30屆香港電影金像獎最佳男配角。
2013年，邓超主演《中國合伙人》中的角色孟曉駿。

### 著名藝人
2014年，邓超自導《分手大師》。2014年起至2018年五年間参加综艺《奔跑吧兄弟》，收視率長年冠軍最高突破5%。在2014年度十大最具价值演员排行榜，邓超以演員最高曝光率位居榜首。
2015年，邓超凭主演《烈日灼心》获得第18屆上海國際電影節金爵獎最佳男演員獎，入圍第52屆金馬獎最佳男主角獎，至2017年獲得第31届中国电影金鸡奖最佳男主角奖。2016年，邓超主演《美人鱼》票房34億，刷新中国票房记录，電影獲香港金像獎八項提名。
2017年，邓超主演《乘風破浪》票房10億。2017年，中國明星片酬權力榜TOP100中，中國內地明星之中以鄧超電影片酬最高。在藝恩公佈的中國演員號召力榜單，以年度票房共42億人民排名第一。在新京報的華語男演員個人票房榜中，邓超為榜首，由於邓超每年给中国电影市场制造約10亿票房，票房产出率在全国男演员中属第一。
2018年，邓超憑《影》入圍第55屆金馬獎最佳男主角，電影獲台灣金馬獎十二項提名，邓超分飾境州和子虞兩位主角。同年在藝恩統計的電影票房演員貢獻榜TOP30中，鄧超登頂榜單第一，他對中國票房的貢獻值位居榜首。在貓眼統計的賣座男星榜中，鄧超數年來均保持第一名。在華語電影歷史男演員權力榜中，鄧超位列前十。
2019年，邓超自導自演的電影《銀河補習班》由鄧超帶領幾位非明星演員演出，影片收獲8.7億票房并入圍第24屆韓國釜山國際電影節。在貓眼綜合影人排名中，鄧超以過百億票房成績再度奪得第一名。同年入選“1978卓越大奖改革开放40年全国十佳男演员”提名。
2020年，邓超自導（聯合導演單元）自演的電影《我和我的家鄉》票房已超過28億元，為年度票房亞軍。同年邓超特别出演的電影《金刚川》票房超過11億元，為年度票房季軍。
2019、2020年連續兩年擔任中國電影金雞獎閉幕式主持人。

## 家庭
妻子是電視劇演員孫儷，鄧超早年和她合作《幸福像花兒一樣》和《甜蜜蜜》，他们都担任了兩部電視劇的主演，使他在“中國電視劇產業二十年群英盛典”上獲頒發“突出貢獻人物獎”。邓超曾被取笑“靠老婆獲得八卦話題”，于是他在上海電視劇頒獎台上回应"又寫吃軟飯"。妻子孫儷評價他：“邓超在任何地方都是King(國王)的存在，他想得到每一個人的青睞。”2014年通过优才计划入籍香港。
孫儷和他育有一子一女，大儿子邓涵之，小女儿邓涵一。邓超曾表示：“希望自己能演到八十歲，在銀幕前度過一生。”

## 影視作品

### 電影
注：「电视电影」所標示之日期為CCTV-6首播年份
| 年份   | 片名                        | 角色       | 導演                                     | 備註                                 |
| ------ | --------------------------- | ---------- | ---------------------------------------- | ------------------------------------ |
| 2002年 | 《金剪刀》                  | 杨小金     |                                          | 电视电影                             |
| 2003年 | 《当爱情失去记忆》          | 李不肖     |                                          | 电视电影                             |
| 2007年 | 《集结号》                  | 赵二斗     | 馮小剛                                   | 年度華語票房第一                     |
| 2008年 | 《李米的猜想》              | 方文/马冰  | 曹保平                                   |                                      |
| 2008年 | 《爱情呼叫转移2：爱情左右》 | 袁佳       |                                          | 年度華語票房13                       |
| 2009年 | 《建国大业》                | 徐悲鸿     |                                          | 參與演出                             |
| 2010年 | 《狄仁傑之通天帝國》        | 裴东来     | 徐克                                     | 年度華語票房前十                     |
| 2011年 | 《建党伟业》                | 陈毅       |                                          | 參與演出                             |
| 2011年 | 《巴黎宝贝》                | 马小顺     |                                          |                                      |
| 2011年 | 《画壁》                    | 朱孝廉     |                                          | 年度華語票房前十                     |
| 2012年 | 《四大名捕》                | 冷血       | 陳嘉上                                   | 年度華語票房前十                     |
| 2013年 | 《中國合伙人》              | 孟晓骏     | 陳可辛                                   | 年度華語票房前十                     |
| 2013年 | 《四大名捕II》              | 冷血       |                                          | 參與投資                             |
| 2014年 | 《分手大师》                | 梅远贵     | 鄧超/俞白眉                              | 自导自演、參與投資//年度華語票房前十 |
| 2014年 | 《四大名捕大结局》          | 冷血       |                                          | 參與投資                             |
| 2015年 | 《煎饼侠》                  | 邓超       |                                          | 特别出演                             |
| 2015年 | 《烈日灼心》                | 辛小丰     | 曹保平                                   |                                      |
| 2015年 | 《百团大战》                | 张自忠     |                                          | 特别出演                             |
| 2015年 | 《恶棍天使》                | 莫非里     | 鄧超/俞白眉                              | 自导自演、參與投資                   |
| 2016年 | 《美人鱼》                  | 劉軒       | 周星馳                                   | 年度華語票房第一                     |
| 2016年 | 《從你的全世界路過》        | 陳末       |                                          | 參與投資//年度華語票房前十           |
| 2016年 | 《情圣》                    | 老二       |                                          | 特别出演                             |
| 2017年 | 《乘風破浪》                | 徐太浪     | 韓寒                                     | 參與投資//年度華語票房前十           |
| 2017年 | 《空天猎》                  | 士兵       |                                          | 特别出演                             |
| 2017年 | 《心理罪之城市之光》        | 方木       |                                          | 參與投資                             |
| 2018年 | 《影》                      | 子虞/境州  | 張藝謀                                   | 參與投資(鄧超為樂視股東)             |
| 2018年 | 《張藝謀和他的“影”》        | 子虞/境州  | 汪鵬                                     | 《影》紀錄片                         |
| 2019年 | 《銀河補習班》              | 馬皓文     | 鄧超/俞白眉                              | 自导自演、參與投資//年度華語票房前十 |
| 2019年 | 《深夜食堂》                | 阿信       | 梁家輝                                   | 特别出演                             |
| 2020年 | 《我和我的家乡》            | 乔树林     | 宁浩/徐峥/陈思诚/闫非/彭大魔/鄧超/俞白眉 | 联合导演//年度華語票房第二           |
| 2020年 | 《金刚川》                  | 高福来     | 管虎/郭帆/路阳                           | 特别主演//年度華語票房第三           |
| 2022年 | 《你是我的一束光》          | 孙雨桐     |                                          |                                      |
| 2022年 | 《我是真的讨厌异地恋》      | 派出所警官 |                                          |                                      |
| 2023年 | 《中国乒乓之绝地反击》      | 蔡新华     |                                          |                                      |
| 2024年 | 《胜券在握》                | 白胜       |                                          |                                      |
| 2025年 | 《刺杀小说家2》             | 赤髮鬼     |                                          |                                      |
| 待上映 | 《沙海之门》                |            |                                          |                                      |

### 電視劇
| 年份   | 劇名           | 角色     | 備註                                 |
| ------ | -------------- | -------- | ------------------------------------ |
| 2000年 | 闲人马大姐     |          | 第238、239集                         |
| 2001年 | 东北一家人     |          | 第21集                               |
| 2002年 | 欢乐青春       | 梁大伟   |                                      |
| 2003年 | 黄沙下面是沃土 | 王黑元   |                                      |
| 2003年 | 北京假日       | 刘小东   |                                      |
| 2003年 | 少年天子       | 顺治     |                                      |
| 2004年 | 谍战之特殊较量 | 赵志强   |                                      |
| 2004年 | 巴哥正传       | 网友     | 第17集                               |
| 2005年 | 天下第一       | 正德帝   |                                      |
| 2005年 | 明末风云 貳    | 崇祯帝   |                                      |
| 2005年 | 少年康熙       | 康熙     |                                      |
| 2005年 | 幸福像花儿一样 | 白楊     |                                      |
| 2005年 | 风流才子翻转天 | 康南海   | （又名：少年康有为、冲天小子康南海） |
| 2006年 | 少年包青天3    | 包拯     |                                      |
| 2006年 | 新昨夜星辰     | 周建邦   |                                      |
| 2007年 | 爱了散了       | 陈峰     |                                      |
| 2007年 | 女人不哭       | 赵剑     |                                      |
| 2007年 | 甜蜜蜜         | 雷雷     |                                      |
| 2008年 | 浪漫的西街     | 胡大伟   |                                      |
| 2008年 | 艰难爱情       | 孟皓     |                                      |
| 2009年 | 军医           | 林炳昆   |                                      |
| 2009年 | 倚天屠龙记     | 张无忌   |                                      |
| 2009年 | 人间情缘       | 黎小军   |                                      |
| 2010年 | 你是我的兄弟   | 马学军   |                                      |
| 2011年 | 延安爱情       | 彭登科   |                                      |
| 2013年 | 屌丝男士2      | 屌丝男神 | 網絡劇                               |
| 2013年 | 我的极品是前任 |          | 網絡劇                               |
| 2014年 | 相爱十年       | 肖然     |                                      |
| 2017年 | 复合大师       | 梅遠貴   | 客串                                 |

### 话剧
- 《翠花上酸菜》
- 《霸王别姬》
- 《生死场》
- 《底片》
- 《足球俱乐部》
- 《大神布朗》
- 《叫我一声哥，我会泪落如雨》
- 《切·格瓦拉》
- 《翠花》八年经典版（担任出品人&主演）
- 《分手大师》（担任出品人）
- 《诺亚方舟绑架案》（担任出品人&艺术顾问）
- 《恶棍天使》（担任出品人）
- 《分娩大师》（担任出品人）

### 配音
| 節目                   | 角色      |
| ---------------------- | --------- |
| 《烟花三月》           | 纳兰容若  |
| 《丛林大反攻》         | 糜鹿爱劳  |
| 《老夫子之小水虎传奇》 | 老夫子    |
| 《神偷奶爸2》          | 格鲁      |
| 《阿凡達：水之道》     | 傑克·蘇里 |

### 節目主持/ 綜藝節目
| 節目                                             |
| ------------------------------------------------ |
| 《光影星播客》                                   |
| 《"超"影像南昌》六集                             |
| 浙江衛視《奔跑吧兄弟》第一至第四季               |
| 浙江衛視《奔跑吧》第一至第二季                   |
| 愛奇藝 騰訊視頻 东方卫视 《哈哈哈哈哈》初代入团  |
| 騰訊視頻《創造營2021》發起人團長                 |
| 愛奇藝 騰訊視頻《哈哈哈哈哈第二季》初代入团2.0   |
| 愛奇藝 騰訊視頻 《哈哈哈哈哈第三季》 初代入團3.0 |
| 愛奇藝 騰訊視頻 《哈哈哈哈哈第四季》 初代入團4.0 |
| 愛奇藝 騰訊視頻 《哈哈哈哈哈第五季》 初代入團5.0 |

### 歌曲
| 歌曲               | 名稱                                             | 備註                                   |
| ------------------ | ------------------------------------------------ | -------------------------------------- |
| 《绽放》           | 2009金鸡百花电影节主题曲                         |                                        |
| 《华夏英雄》       | 2009倚天屠龙记主题曲                             |                                        |
| 《永相别》         | 少年天子片尾曲                                   |                                        |
| 《只要有你》       | 少年包青天3 片尾曲                               | &纪敏佳合唱                            |
| 《甜蜜蜜》         | 电视剧甜蜜蜜主题曲                               | &孙俪合唱                              |
| 《月亮代表我的心》 | 甜蜜蜜片尾曲                                     | &孙俪合唱                              |
| 《今天就长大》     | 加油！2008——东方卫视·希望工程快乐体育行动”主题曲 |                                        |
| 《诺言》           | 《你是我的兄弟》片尾曲                           |                                        |
| 《轩辕传奇》       | 腾讯首款史诗战争网游轩辕传奇同名主题曲           |                                        |
| 《画壁》           | 电影《画壁》同名题曲「Love Wall 」               | &孙俪合唱                              |
| 《梦不死》         | 《四大名捕》主题曲                               | &合唱                                  |
| 《爱的箴言》       | 《相爱十年》歌曲                                 |                                        |
| 《光阴的故事》     | 《中国合伙人》主题曲                             |                                        |
| 《超级英雄》       | 《奔跑吧兄弟》主题曲                             |                                        |
| 《娘娘我错了》     | 《惡棍天使》主題曲                               |                                        |
| 《小尾巴之歌》     | 《烈日灼心》片尾曲                               |                                        |
| 《无敌》           | 《美人鱼》宣传曲兼插曲                           | 周星驰作词作曲                         |
| 《電台情歌》       | 《從你的全世界路過》推廣曲                       | 姚谦作词、王治平作曲、火星电台编曲制作 |
| 《乱炖的木吉他》   | 《大闹天竺》推廣曲）                             |                                        |
| 《乘风破浪歌》     | 《乘风破浪》主題曲                               |                                        |

## 书籍
- 2010年《超与超人》第一辑：电影王国里的魔幻人生（上海文藝出版總社）

## 奖项

### 電影獎
| 年份 | 頒獎典禮               | 獎項                 | 片名             | 結果 |
| ---- | ---------------------- | -------------------- | ---------------- | ---- |
| 2008 | 第29屆大眾電影百花獎   | 最佳男配角           | 集結號           | 獲獎 |
| 2009 | 第27届中国电影金鸡奖   | 最佳男配角           | 集結號           | 提名 |
| 2011 | 第30屆香港電影金像獎   | 最佳男配角           | 狄仁傑之通天帝國 | 提名 |
| 2013 | 第10屆廣州大學生電影節 | 最受大學生歡迎男演員 | 中國合伙人       | 獲獎 |
| 2015 | 第六届金扫帚奖         | 最令人失望导演       | 分手大师         | 提名 |
| 2015 | 第18屆上海國際電影節   | 最佳男演員（金爵獎） | 烈日灼心         | 獲獎 |
| 2015 | 第52屆金馬獎           | 年度男主角           | 烈日灼心         | 提名 |
| 2016 | 第33届大众电影百花奖   | 最佳男主角           | 烈日灼心         | 提名 |
| 2016 | 第七届金扫帚奖         | 最令人失望影片       | 恶棍天使         | 獲獎 |
| 2016 | 第七届金扫帚奖         | 最令人失望导演       | 恶棍天使         | 提名 |
| 2016 | 第七届金扫帚奖         | 最令人失望男演员     | 恶棍天使         | 獲獎 |
| 2017 | 第31届中國電影金鸡奖   | 最佳男主角           | 烈日灼心         | 獲獎 |
| 2018 | 第55屆金馬獎           | 最佳男主角           | 影               | 提名 |

### 票選與評選
| 年份   | 獎項                                                             | 結果 |
| ------ | ---------------------------------------------------------------- | ---- |
| 2005年 | 第15屆浙江電視牡丹獎傑出演員獎《明末風雲》                       | 獲獎 |
| 2005年 | 《北京电视周刊》十佳演员奖                                       | 獲獎 |
| 2006年 | 钻石璀璨之夜年度最具魅力男人奖                                   | 獲獎 |
| 2007年 | BQ红人榜人气红人奖                                               | 獲獎 |
| 2007年 | BQ红人榜和孙俪年度甜蜜拍档奖                                     | 獲獎 |
| 2007年 | BQ红人榜内地最受欢迎男演员奖                                     | 獲獎 |
| 2007年 | 中国剧风尚盛典风尚偶像男演员奖                                   | 獲獎 |
| 2007年 | 中国剧风尚盛典年度风尚男演员奖                                   | 獲獎 |
| 2007年 | 第三届电视剧风云榜内地最受欢迎男演员奖                           | 獲獎 |
| 2007年 | MTV超级盛典最具风格男演员奖                                      | 獲獎 |
| 2007年 | 第二届年度娱乐盛典星光大典年度突破演员奖                         | 獲獎 |
| 2008年 | 新浪電視劇排行榜第一季度最佳男演員《甜蜜蜜》                     | 獲獎 |
| 2008年 | 新浪電視劇排行榜第二季度最佳男演員《艱難愛情》                   | 獲獎 |
| 2008年 | BTV2007年度影视盛典最受欢迎男演员                                | 獲獎 |
| 2008年 | 北京娱乐大典年度电影新人奖                                       | 獲獎 |
| 2008年 | 福布斯中国名人榜慈善颁奖盛典杰出艺人奖                           | 獲獎 |
| 2008年 | 福布斯最受媒体关注男艺人奖                                       | 獲獎 |
| 2008年 | 新浪电视剧排行榜2008第一季度荧幕情侣奖（孙俪）                   | 獲獎 |
| 2010年 | 中国影响2009时尚盛典年度突破明星奖                               | 獲獎 |
| 2010年 | 新浪2009网络盛典公益推动人物                                     | 獲獎 |
| 2010年 | 《芭莎》男士品位成功年度人物颁奖盛典最具吸引力明星奖             | 獲獎 |
| 2010年 | BQ红人榜年度人气男演员奖                                         | 獲獎 |
| 2011年 | 搜狐2011電視劇互聯網盛典最具號召力男演員                         | 獲獎 |
| 2011年 | 年度时尚先生盛典年度电影演员奖                                   | 獲獎 |
| 2011年 | 上海外滩画报十周年庆典十年成就人物奖                             | 獲獎 |
| 2011年 | 中国电视剧产业二十周年群英盛典中国电视剧二十年突出贡献人物演员奖 | 獲獎 |
| 2012年 | 《芭莎》明星慈善夜十周年庆典爱心明星慈善拍卖奖                   | 獲獎 |
| 2012年 | 《芭莎》男士品位成功年度人物颁奖盛典年度绝对吸引力明星奖         | 獲獎 |
| 2013年 | 亚洲偶像盛典亚洲全能艺人奖                                       | 獲獎 |
| 2015年 | 時裝造勢大獎                                                     | 獲獎 |
| 2016年 | 最具銀幕號召力演員獎                                             | 獲獎 |
| 2016年 | 《GQ》年度人物年度演員                                           | 獲獎 |